# Faces Under the Influence: A Jazz Tribute to John Cassavetes
Faces Under the Influence: A Jazz Tribute to John Cassavetes ist ein Jazzalbum von Tim Hagans und der NDR Bigband. Die um 2016 entstandenen Aufnahmen erschienen am 1. Juni 2017 als Koproduktion des NDR und Waiting Moon Records, Hagans’ eigenem Label.

## Hintergrund
Die Musik ist eine Jazz-Hommage an den Regisseur John Cassavetes in Form einer Suite von sieben Kompositionen des Trompeters und Komponisten Tim Hagans, die von Charakteren in den Filmen von John Cassavetes inspiriert wurden. John Cassavetes wird als Vater des amerikanischen Independent-Films gepriesen. Hagans wählte Charaktere aus den ersten sechs Filmen des Regisseurs aus: Lelia aus Schatten (gespielt von Lelia Goldini), Richard Forst aus Gesichter (John Marley), Harry, Archie & Gus aus Husbands (Ben Gazzara, Peter Falk und John Cassavetes), Seymour Moskowitz aus Minnie und Moskowitz (Seymour Cassel), Mabel Longhetti aus Eine Frau unter Einfluß (Gena Rowlands) und Cosmo Vitelli von Die Ermordung eines chinesischen Buchmachers (Ben Gazzara). Hagans stellte deren emotionales Erleben in den Mittelpunkt seiner Kompositionen. „In ‚Cosmo Vitelli‘“, so Hagans, „symbolisiert das Wechselspiel der Instrumente die Komplexität der Palette der inneren Konflikte, und die Melodie verkörpert die aufsteigenden Gefühle.“
Die abschließende Komposition, „John Cassavetes“, ist eine musikalische Anspielung auf Cassavetes’ leidenschaftlichen Regie- und Schauspielstil. Hagans schrieb auf seiner Webseite über Cassavetes:
„Mit jedem Film habe ich das Gefühl, Zugang zu einer Geschichte zu erhalten, die lange vor dem ersten Bild begann und immer noch weiter fortgesetzt wird. Ich bin ein unentdeckter Besucher, der zusieht, wie wirkliche Ereignisse von wirklichen Menschen gelebt werden, und meine voyeuristische Einbindung in dieses Drama lässt mich Musik hören.“  John Cassavetes’ Neigung, seinen Schauspielern immer zu erlauben, über seinen Dialog zu improvisieren und ihren Instinkten zu folgen, habe seinen Filmen eine improvisierte Anmutung gegeben. „Er war ein Jazzregisseur und ein Visionär, dessen Charaktere die gesamte emotionale Palette der Menschheit mit ihren Ängsten, Wünschen, Fehlern und vor allem ihren Siegen brillant darstellen.“

## Titelliste
- Tim Hagans & NDR Bigband: Faces Under the Influence: A Jazz Tribute to John Cassavetes (NDR)[3]

1. Lelia 12:04
2. Richard Forst 11:22
3. Harry, Archie & Gus 11:27
4. Seymour Moskowitz 11:58
5. Mabel Longhetti 11:25
6. Cosmo Vitelli 11:48
7. John Cassavetes 9:22

Alle Kompositionen stammen von Tim Hagans.

## Rezeption
Jeff Tamarkin schrieb in JazzTimes, mit wenigen Ausnahmen – vor allem Shadows (1959) mit Musik von Charles Mingus – seien Cassavetes’ Filme musikalisch eher leichtgewichtig gewesen. So habe Tim Hagans weitgehend freie Hand gehabt, als er von der NDR Bigband den Auftrag erhielt, Musik mit Blick auf Cassavetes’ Werke zu komponieren. Hagans, der hier als Komponist, Arrangeur und Orchesterleiter fungiere und seine Trompete nur sparsam einsetze, habe sich auf Charaktere aus sechs klassischen Filmen konzentriert und gebe ihnen eine musikalische Stimme. Der letzte Track, John Cassavetes, sei eine Reverenz an den Regisseur selbst.
Ralph A. Miriello schilderte in der Huffington Post den Verlauf der Stücke im Einzelnen. So beginne „Lelia“ mit einem sinnlichen Altsaxophon-Solo von Fiete Felsch, auch das Zusammenspiel zwischen dem Gitarristen Stephan Diez, dem Bassisten Ingmar Heller und dem Schlagzeug-Phänomen Jukkis Uotila sei hervorzuheben. Im Schlusstitel, der Hommage an der Regisseur, lasse Hagans seine Blech- und Holzbläser durch komplexe Passagen laufen, die vor Vitalität strotzten. So schaffe er Ausdrucksformen, die Cassavetes’ unabhängigen Geist repräsentierten. Während des gesamten Albums reagiere die NDR Big Band auf Hagans kompositorische Drehungen und Wendungen mit der Präzision der Zahnstangenlenkung eines Sportwagens. Hagans sei bekannt als feuriger Trompeter – mit Faces Under the Influence habe er sich auch als hervorragender Komponist im Big-Band-Format erwiesen.